# 曙 (福岡市)
曙 (あけぼの）は、福岡市早良区の地名。現行の行政地名は、曙一丁目及び二丁目（住居表示実施済）。面積は135,200平方メートル (13.52 ha)。2023年2月末現在の人口は2,451人。郵便番号は814-0004。

## 地理

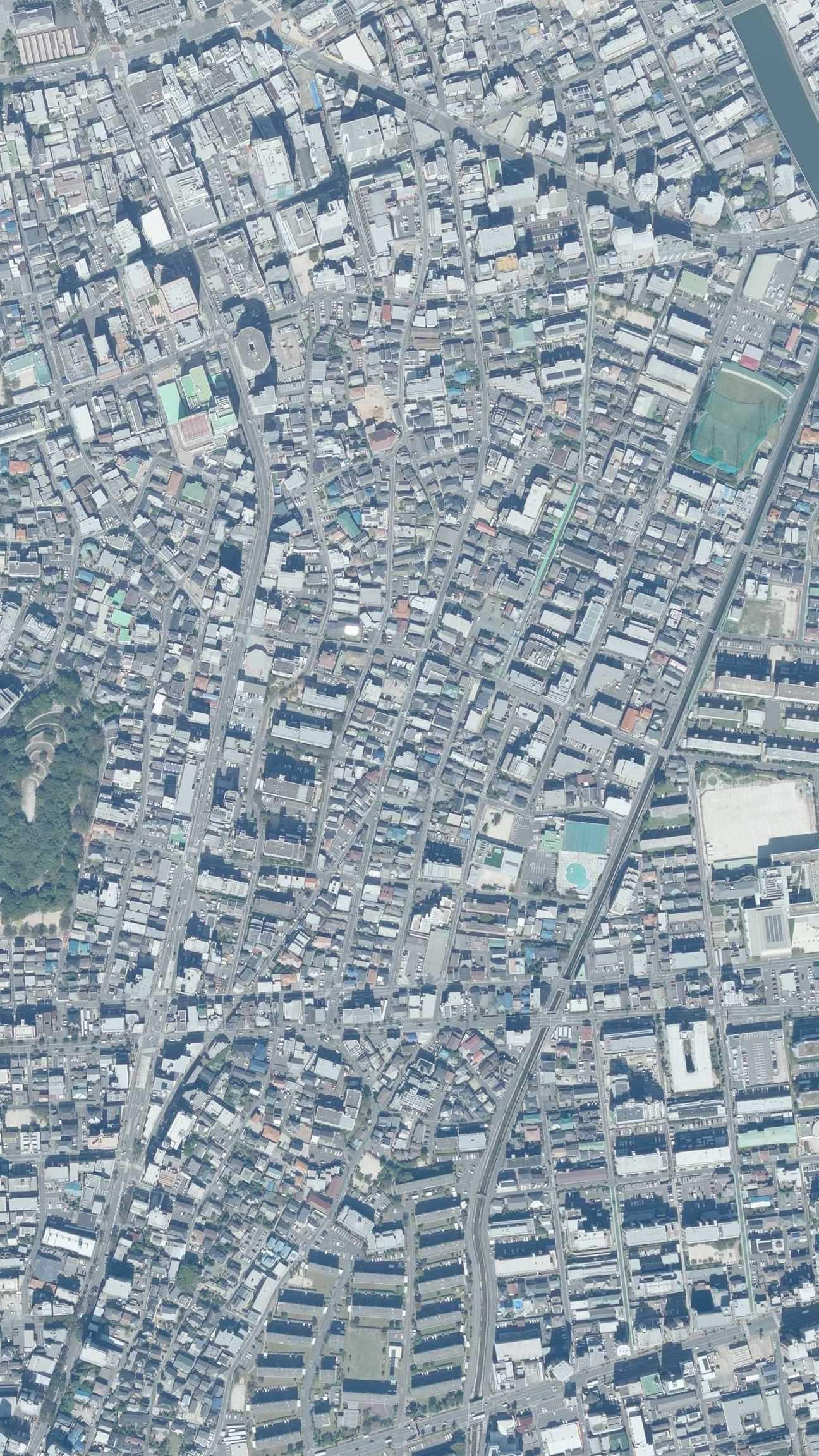
土地利用の状況

福岡市の「都心部」の中心とされる中央区天神等の西南西約4.0キロメートル、早良区の北部に位置する。北北東で城西と、東南東で七隈川を介して城南区鳥飼と、南南西で荒江と、西南西で昭代及び祖原と隣接する。町域内は主に住宅地として利用されるが、町域の西側が通る早良街道の沿線には商業施設も立地する。

### 河川
町域に流れる河川は次の通り。
- 七隈川（写真）

### 都市計画
都市計画に関しては、「福岡市都市計画マスタープラン」において定められた方針については次のとおりである。交通ネットワークとして都市の骨格となる早良街道の沿道や幹線道路である鳥飼姪の浜線の沿道は、商業、業務、サービス施設や中高層住宅などが連続した「都市軸」や「沿道軸」に位置付けられている。七隈川の河川沿いが散策・憩いの場となるとともに、緑と広がりのある景観が連続したゆとりと潤いのある水辺空間として「河川緑地軸」に位置付けられている。土地利用については、中層住宅や高層住宅で形成される「中高層住宅ゾーン」として位置づけられ、良好な住環境の保全、形成などがまちづくりの視点とされている。また、曙は「西部広域拠点」（藤崎、西新及びシーサイドももちを合わせた副都心としての地域）の南東側外縁部に位置しており、生活利便性が高い。用途地域は、早良街道の道路境界線から概ね30メートルの範囲が近隣商業地域に、鳥飼姪の浜線及び鳥飼藤崎線の道路中心線に挟まれた範囲で上記を除く範囲が第一種住居地域に、これら以外の範囲が第二種中高層住居専用地域に指定されている。

## 人口
曙一丁目及び二丁目の人口の推移を福岡市の住民基本台帳（公称町別）に基づき示す（単位：人）。集計時点は各年9月末現在である。
- 2001年（平成13年）：2,259
- 2002年（平成14年）：2,223
- 2003年（平成15年）：2,259
- 2004年（平成16年）：2,377
- 2005年（平成17年）：2,401
- 2006年（平成18年）：2,431
- 2007年（平成19年）：2,478
- 2008年（平成20年）：2,490
- 2009年（平成21年）：2,459
- 2010年（平成22年）：2,403
- 2011年（平成23年）：2,369
- 2012年（平成24年）：2,387
- 2013年（平成25年）：2,379
- 2014年（平成26年）：2,365
- 2015年（平成27年）：2,334
- 2016年（平成28年）：2,391
- 2017年（平成29年）：2,397
- 2018年（平成30年）：2,450
- 2019年（令和元年）：2,435
- 2020年（令和2年）：2,453
- 2021年（令和3年）：2,481
- 2022年（令和4年）：2,455

### 道路
町域内の主な幹線道路は次の通り。
- 福岡市道西新荒江線（福岡市道路愛称：早良街道）旧国道263号線
- 福岡市道鳥飼姪の浜線（幹線一級市町村道、筑肥線の一部区間が旧国鉄時代に廃止されのちに線路敷跡に整備された道路）
- 福岡市道鳥飼藤崎線 (幹線一級市町村道)

主な道路の写真
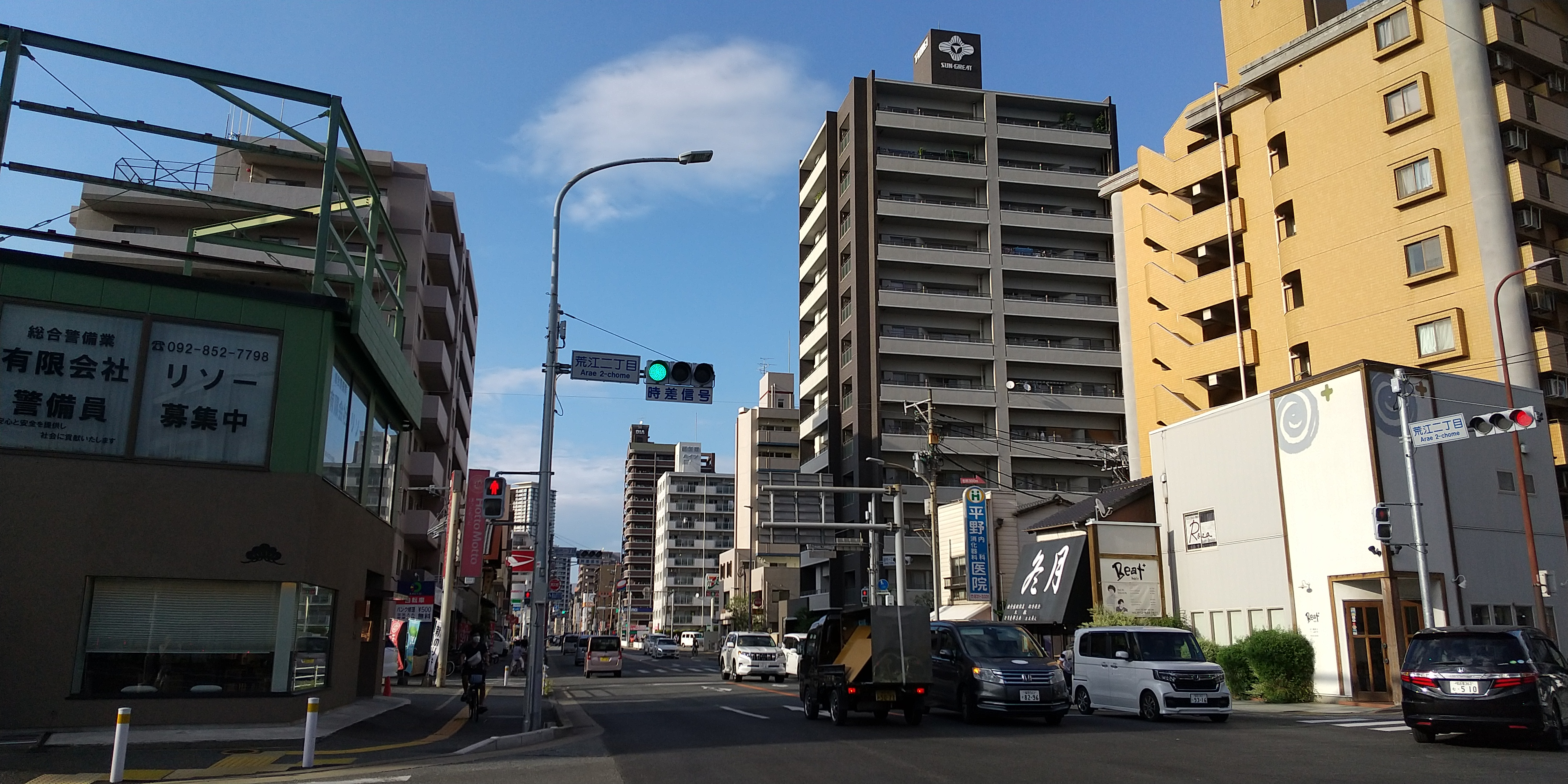
早良街道（荒江二丁目交差点附近、左：昭代右：曙）

## 施設

### 公共・公益施設
- 福岡市立早良市民プール[9][注釈 4]

- 福岡曙郵便局[注釈 5]

主な公共・公益施設の写真
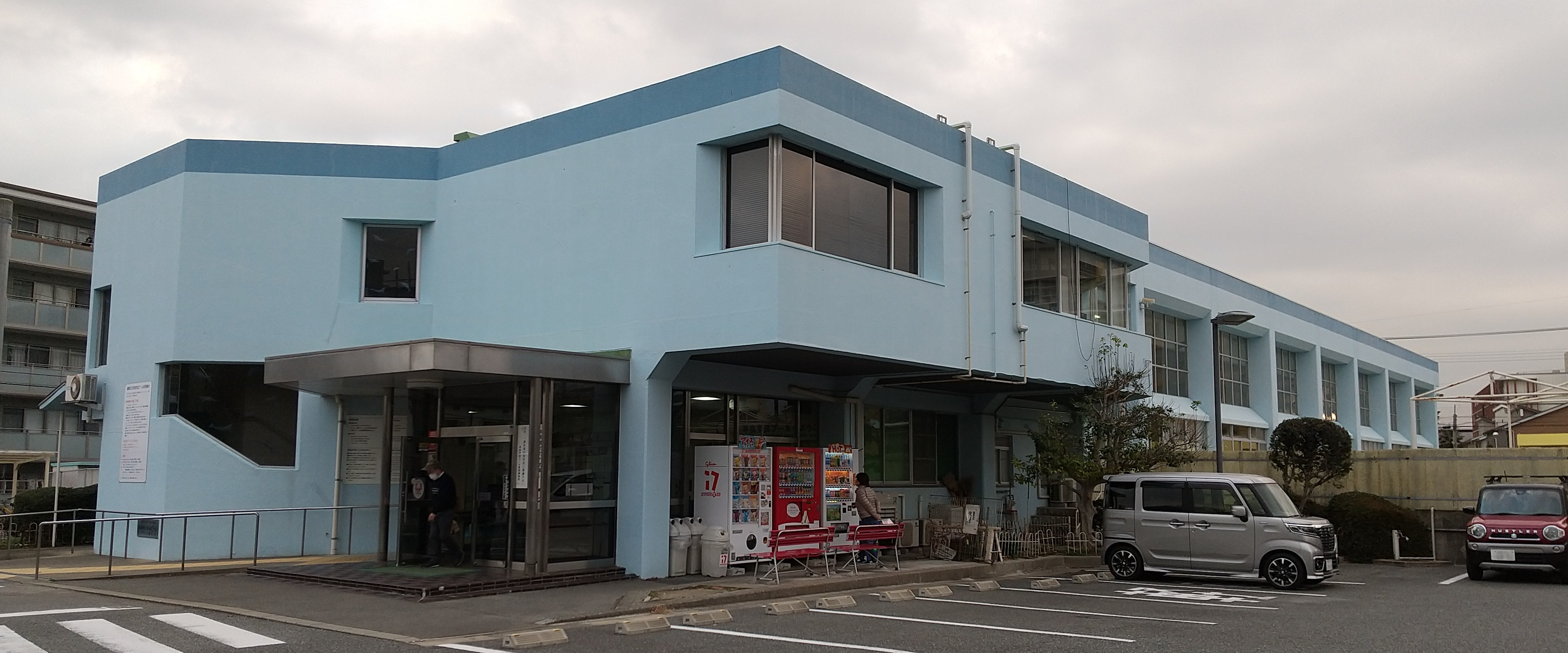
早良市民プール
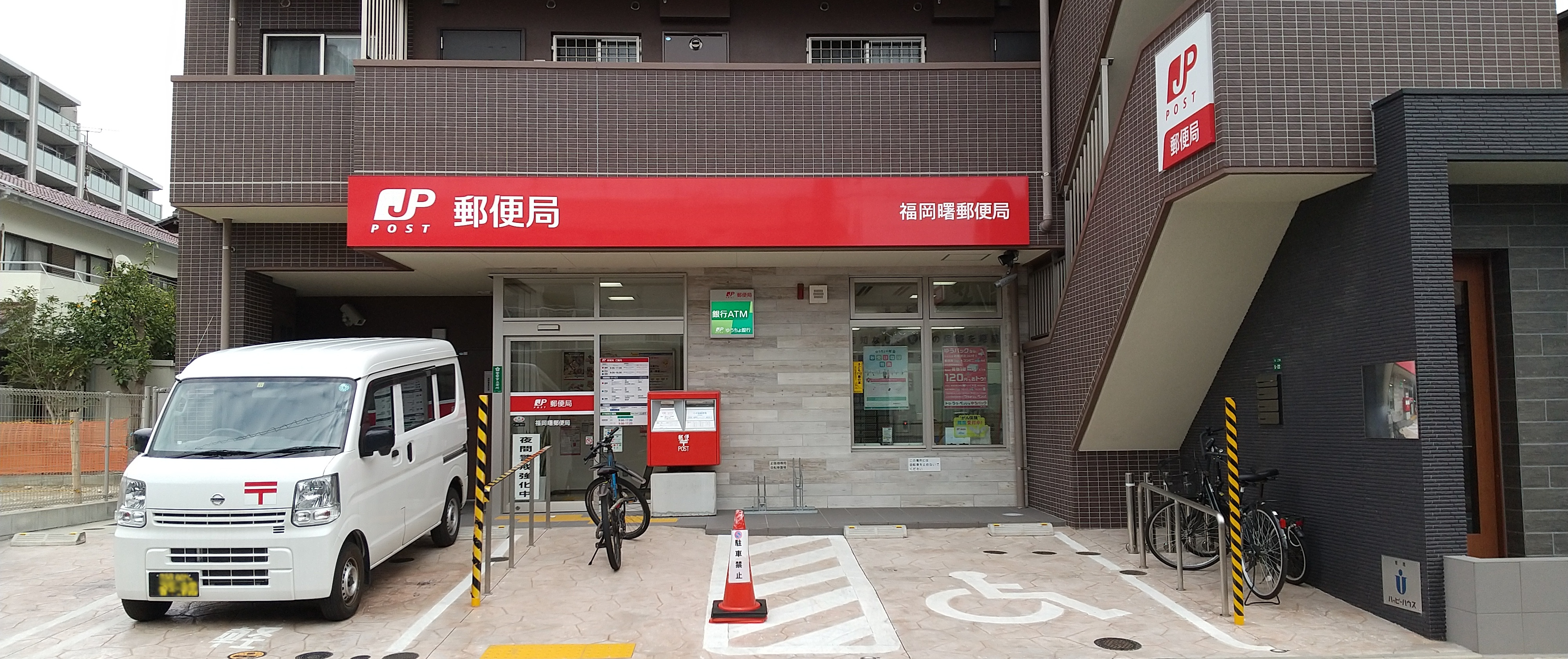
福岡曙郵便局

### 公園・緑地等
- 曙公園[注釈 6]

施設の写真
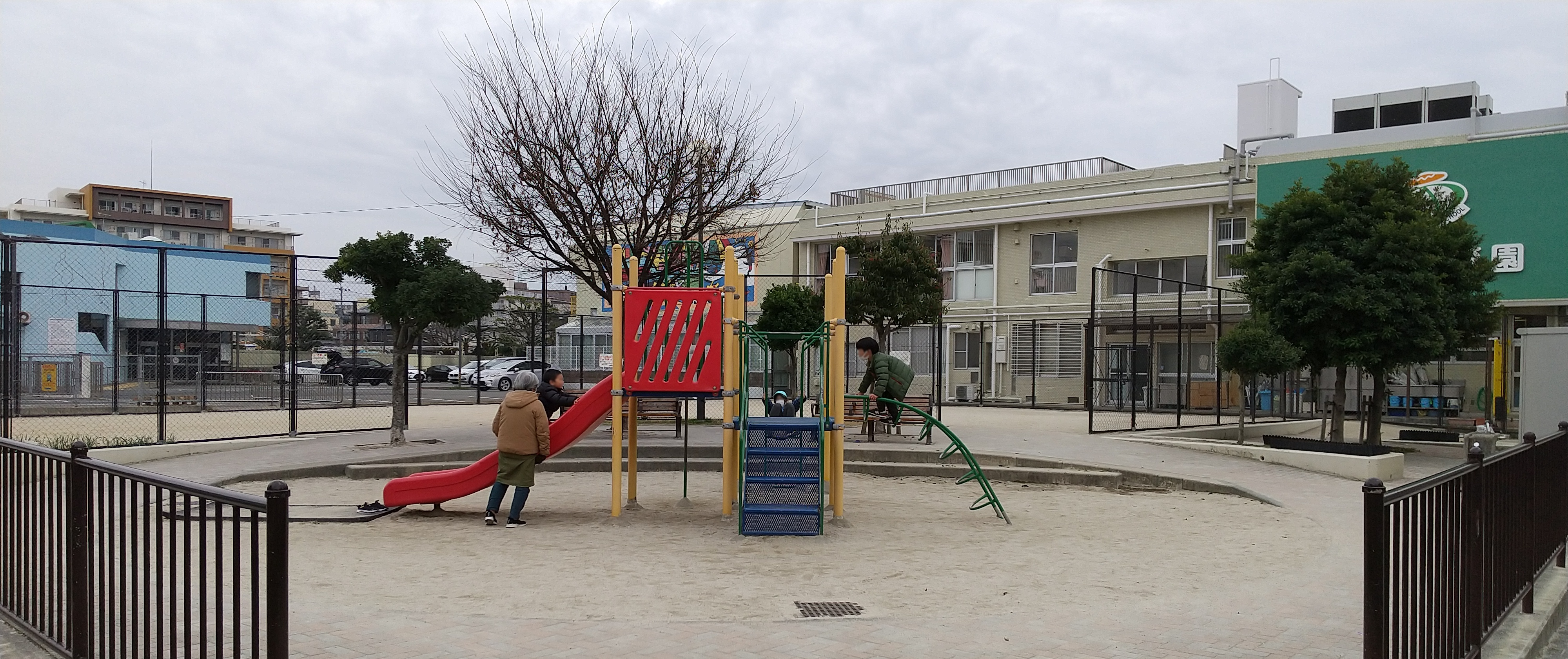
曙公園

### 学校
学校については町内に存在しないが、校区については、次の学校の校区に属する。

#### 小学校
- 曙一丁目及び二丁目1番から5番まで：福岡市立西新小学校
- 曙二丁目6番から11番まで：福岡市立高取小学校

#### 中学校
- 曙一丁目及び二丁目1番から5番まで：福岡市立百道中学校
- 曙二丁目6番から11番まで：福岡市立高取中学校